# Ivy van den Heuvel
Ivy van den Heuvel (* 24. August 1988 in ’s-Hertogenbosch) ist ein ehemaliger niederländischer Eishockeyspieler, der den Großteil seiner Karriere bei den Tilburg Trappers verbrachte. Mit diese wurde er zweimal Niederländischer Meister und dreimal Deutscher Oberligameister.

## Karriere

### Clubs
Van den Heuvel, der aus der Hauptstadt der niederländischen Provinz Nordbrabant stammt, begann seine Karriere als Eishockeyspieler im benachbarten Tilburg bei den dortigen Trappers, für die er bereits als 16-Jähriger in der Ehrendivision, der höchsten niederländischen Spielklasse, debütierte. 2006 konnte er mit dem niederländischen Pokalsieg seinen ersten Titel auf nationaler Ebene feiern. Anschließend wechselte er für drei Jahre zum Ligakonkurrenten Amstel Tijgers Amsterdam, mit dem er gleich in seiner ersten Saison dort erneut den Pokalwettbewerb gewinnen konnte. 2009 zog es ihn zurück nach Nordbrabant zu den Eindhoven Kemphanen. Nach zwei Jahren in Eindhoven wechselte er zurück zu seinem Stammverein, den Tilburg Trappers, mit denen er 2013 den Landespokal und 2014 und 2015 das Double aus Meisterschaft und Pokal erringen konnte. Seit 2015 spielte er mit den Trappers in der deutschen Oberliga Nord, die er mit dem Klub 2016, 2017 und 2018 gewinnen konnte. 2019 beendete er seine aktive Karriere.

### International
Für die Niederlande nahm van den Heuvel an den Spielen der Division II der U18-Junioren-Weltmeisterschaften 2005 und 2006 teil. 2006 konnte er mit fünf Toren in fünf Spielen glänzen. Daraufhin wurde er im selben Jahr auch für die Division II U20-Junioren-Weltmeisterschaft nominiert. Auch 2007 und 2008 stand er bei den U20-Junioren-Weltmeisterschaften auf dem Eis.
Bereits bei der Weltmeisterschaft der Division I 2007 debütierte er für die Herren-Nationalmannschaft, kam dort aber in fünf Einsätzen nicht zu einem Torerfolg. Auch bei den Weltmeisterschaften 2008, 2009, 2010, 2011, 2012, 2013, 2014 und 2015 spielte er mit seinem Nationalteam in der Division I. 2013 erzielte er nicht nur sechs Minuten vor Schluss den Siegtreffer beim 5:4-Auftaktsieg gegen den späteren Absteiger Estland, sondern war mit neun Punkten (zwei Tore, sieben Vorlagen) hinter den beiden Ukrainern Oleh Tymtschenko und Oleh Schafarenko auch drittbester Scorer der Gruppe B der Division I. Bei der Weltmeisterschaft 2018 spielte er mit den Niederländern in der Division II und wurde als Topscorer und bester Vorlagengeber auch zum besten Stürmer des Turniers gewählt.
Daneben nahm van den Heuvel mit der niederländischen Mannschaft auch an den Qualifikationsturnieren für die Olympischen Winterspiele 2010 in Vancouver, 2014 in Sotschi und 2018 in Pyeongchang teil, ohne dass sich die Niederländer jedoch qualifizieren konnten.

## Erfolge und Auszeichnungen
- 2006 Niederländischer Pokalsieger mit den Tilburg Trappers
- 2007 Niederländischer Pokalsieger mit den Amstel Tijgers Amsterdam
- 2013 Niederländischer Pokalsieger mit den Tilburg Trappers
- 2014 Niederländischer Meister und Pokalsieger mit den Tilburg Trappers
- 2015 Niederländischer Meister und Pokalsieger mit den Tilburg Trappers
- 2016 Deutscher Oberligameister mit den Tilburg Trappers
- 2017 Deutscher Oberligameister mit den Tilburg Trappers
- 2018 Deutscher Oberligameister mit den Tilburg Trappers

### International
- 2018 Aufstieg in die Division I, Gruppe B, bei der Weltmeisterschaft der Division II, Gruppe A
- 2018 Bester Stürmer der Weltmeisterschaft der Division II, Gruppe A
- 2018 Topscorer der Weltmeisterschaft der Division II, Gruppe A
- 2018 Bester Vorlagengeber der Weltmeisterschaft der Division II, Gruppe A

## Statistik
(Stand: Ende der Spielzeit 2018/19)